# Crotaphytidae
Famille
Synonymes
- Crotaphytinae Smith & Brodie, 1982

Les Crotaphytidae sont une famille de sauriens. Elle a été créée par Hobart Muir Smith & Edmund Darrell Brodie III en 1982.

## Répartition
Les espèces de cette famille se rencontrent dans l'ouest des États-Unis et dans le nord du Mexique.

## Description
Ce sont des lézards ne dépassant pas une quinzaine de centimètres sans la queue, celle-ci pouvant être aussi longue que le corps. Ils sont principalement insectivores mais consomment également à l'occasion de petits vertébrés. Ils vivent dans des milieux arides, et sont capables de vocaliser en cas de stress.

## Liste des genres
Selon The Reptile Database (27 juillet 2012) :
- Crotaphytus Holbrook, 1842
- Gambelia Baird, 1859

## Taxinomie
Cette famille est quelquefois considérée comme une sous-famille, les Crotaphytinae, classée dans la famille des Iguanidae. La classification actuelle est toutefois maintenant largement acceptée.

## Publication originale
- Smith & Brodie, 1982 : A Guide to Field Identification. Reptiles of North America. New York: Golden Press.